# Saginaw (Michigan)
Saginaw é uma cidade localizada no estado americano de Michigan, no Condado de Saginaw. Nesta cidade nasceram o cantor Stevie Wonder e a tenista Serena Williams.

## Demografia
Segundo o censo americano de 2000, a sua população era de 61.799 habitantes.
Em 2006, foi estimada uma população de 57.523, um decréscimo de 4276 (-6.9%).
Raça e etnias
Composição racial da população de Saginaw:
47,02% Brancos
43,26% Afro-americanos
12,00% Hispânicos
3,03% Duas ou mais raças
0,49% Nativos indígenas
0,33% Asiáticos
3.86%  Outras raças

## Geografia
De acordo com o United States Census Bureau tem uma área de
47,1 km², dos quais 45,2 km² cobertos por terra e 1,9 km² cobertos por água. Saginaw localiza-se a aproximadamente 178 m acima do nível do mar.

## Localidades na vizinhança
O diagrama seguinte representa as localidades num raio de 8 km ao redor de Saginaw.